# マメシバ
「マメシバ」は、坂本真綾の8作目のシングル。2000年12月16日にビクターエンタテインメントから発売された。

## 概要
4枚目のシングル「走る」以来にPVが制作された（後にベストアルバム『シングルコレクション+ ニコパチ』初回限定盤でDVD化された）。PV撮影は2日間にも及び、ひたすら走り続けた過酷なものであったという。
この作品で初めてマキシシングルケースが採用された（CD盤は8cmCDのまま）。
アニメのオリジナルサウンドトラックではこの楽曲の別バージョン「さいごのマメシバ」が収録されている。
累計出荷枚数は8000枚。

## 収録曲
1. マメシバ [6:08][注 1]
作詞：坂本真綾、作曲・編曲：菅野よう子
  - 　テレビ東京系アニメ『地球少女アルジュナ』テーマソング
2. 空気と星 [5:21]
作詞：岩里祐穂
  - 　テレビ東京系アニメ『地球少女アルジュナ』テーマソング
3. マメシバ（without maaya）